# Astrachan'
Ástrachan' (in russo А́страхань?  traslitterato anche Astrakhan' o Astrahan', italianizzato Astracan; in kazako Астрахан?, Astrahan; in tataro Әстерхан, Ästerxan) è una delle principali città della parte meridionale della Russia europea, capoluogo dell'omonima oblast'. La città è situata sul fiume Volga, a 90 km dalla sua foce nel Mar Caspio.

## Storia

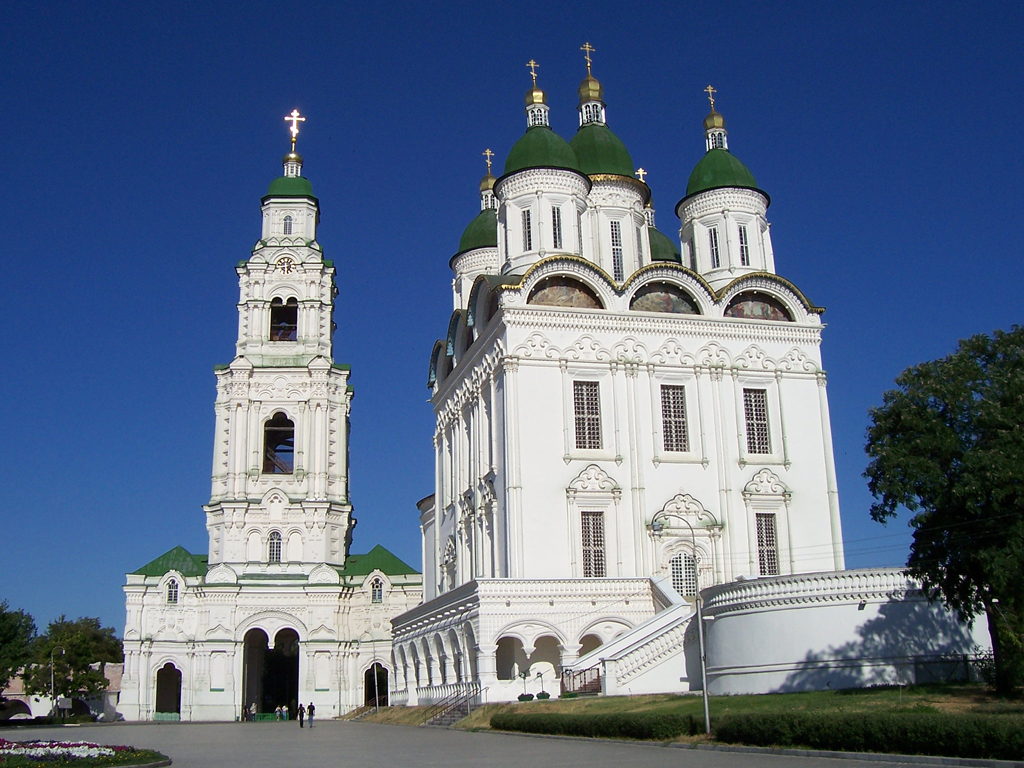
Cattedrale della Dormizione del Cremlino di Astrachan'.

Nei pressi dell'odierna Astrachan', prima che assumesse tale nome, sorgeva, tra l'VIII secolo e l'XI secolo d.C. l'antica città di Itil, o Atil, capitale dell'Impero khazaro, il cui sito non è stato ancora identificato con certezza. Astrachan' fu menzionata per la prima volta da viaggiatori dell'inizio del XIII secolo con il nome di Xacitarxan. Tamerlano la rase al suolo; successivamente, dal 1459 al 1556, Xacitarxan fu la capitale del Khanato di Astrachan'. Le rovine di questo insediamento medievale furono scoperte dagli archeologi 12 km a monte della città moderna.
Nel 1556 il khanato fu conquistato da Ivan il Terribile, che fece costruire una nuova fortezza su una collina scoscesa a guardia del Volga. Nel 1569 Astrachan' fu assediata dall'esercito ottomano, che dovette ritirarsi. Un anno dopo il Sultano rinunciò alle proprie pretese sulla città, aprendo così l'intero Volga al traffico russo. Nel XVII secolo la città si sviluppò come uno dei crocevia russi verso l'Oriente. Molti mercanti, provenienti dall'Armenia, dalla Persia e da Khiva, si stabilirono in città, creando così un clima variegato e multinazionale.
Nel 1670-71 Astrachan' fu controllata per 17 mesi dai cosacchi di Stenka Razin. All'inizio del secolo successivo Pietro il Grande costruì i cantieri navali e fece di Astrachan' la testa di ponte per le guerre contro la Persia. Successivamente Caterina II concesse alla città importanti privilegi industriali. Nel 1702, 1718 e 1767 vi furono grossi incendi; nel 1719 fu saccheggiata dai persiani; nel 1830 il colera uccise gran parte della popolazione.
La città si ribellò un'altra volta contro lo zar nel 1705, quando fu controllata dai cosacchi di Kondratij Bulavin. Un khan calmucco tentò un assedio al cremlino pochi anni prima. Nel 1711, divenne capitale di una gubernija, e tra i primi governatori vi furono Artemij Volynskij e Vasilij Tatiščev. Sei anni dopo Astrachan' fu la base per la prima spedizione russa nell'Asia centrale di Aleksandr Bekovič-Čerkasskij.
Il cremlino di Astrachan' fu costruito tra il 1580 ed il 1620 con mattoni provenienti da Saraj Berke. Le due imponenti cattedrali furono consacrate nel 1700 e nel 1710, rispettivamente. Costruite da architetti di Jaroslavl', mantengono molte caratteristiche tradizionali dell'architettura ecclesiastica russa, mentre le decorazioni esterne sono decisamente barocche.
Nel marzo 1919, dopo una sommossa contro la dittatura bolscevica, furono trucidate tra 3 000 e 5 000 persone dalla Čeka per ordine di Sergey Kirov in meno di una settimana. Alcune vittime furono legate con dei massi vicino alla nuca e gettate vive nel fiume Volga. Oggi la città è un importante incrocio di oleodotti.

## Società

### Evoluzione demografica
Fonte: mojgorod.ru
- 1811: 37 800
- 1840: 45 900
- 1863: 42 800
- 1897: 112 900
- 1926: 183 300
- 1939: 253 600
- 1959: 295 800
- 1979: 461 500
- 1989: 509 200
- 2007: 500 200

## Geografia fisica

### Clima

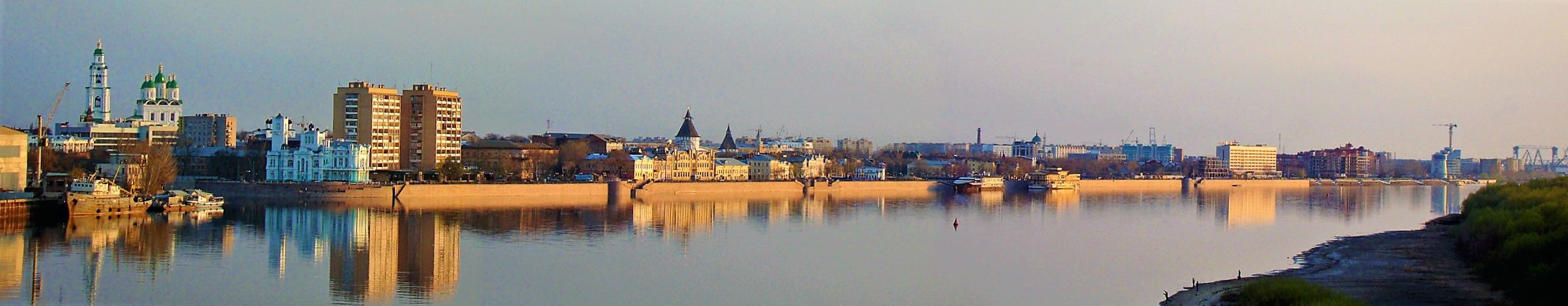
Panorama della città

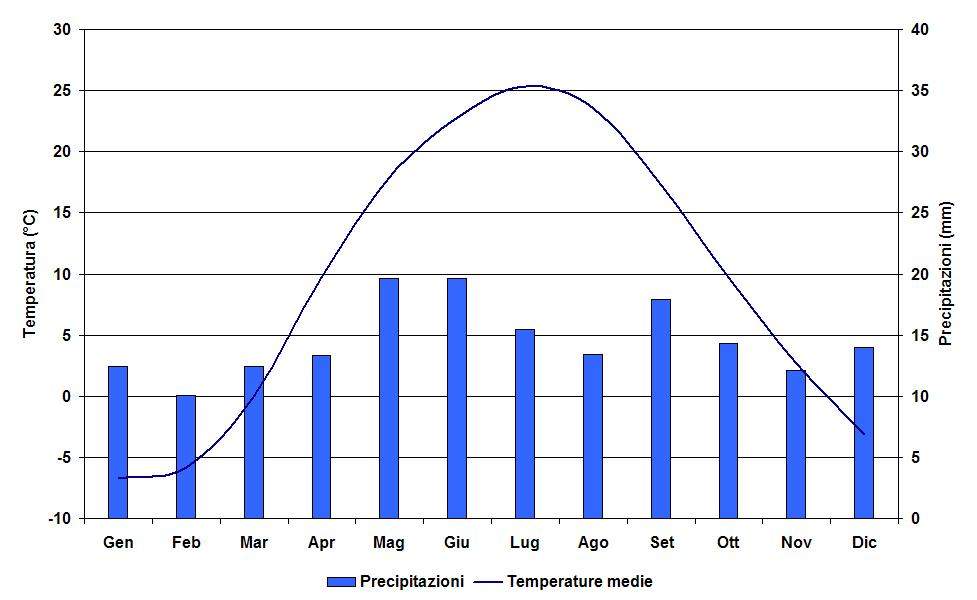
Climogramma di Astrachan'.

Fonte: WorldClimate.com
- Temperatura media annua: 9,5 °C
- Temperatura media del mese più freddo (gennaio): −6,7 °C
- Temperatura media del mese più caldo (luglio): 25,3 °C
- Precipitazioni medie annue: 175 mm

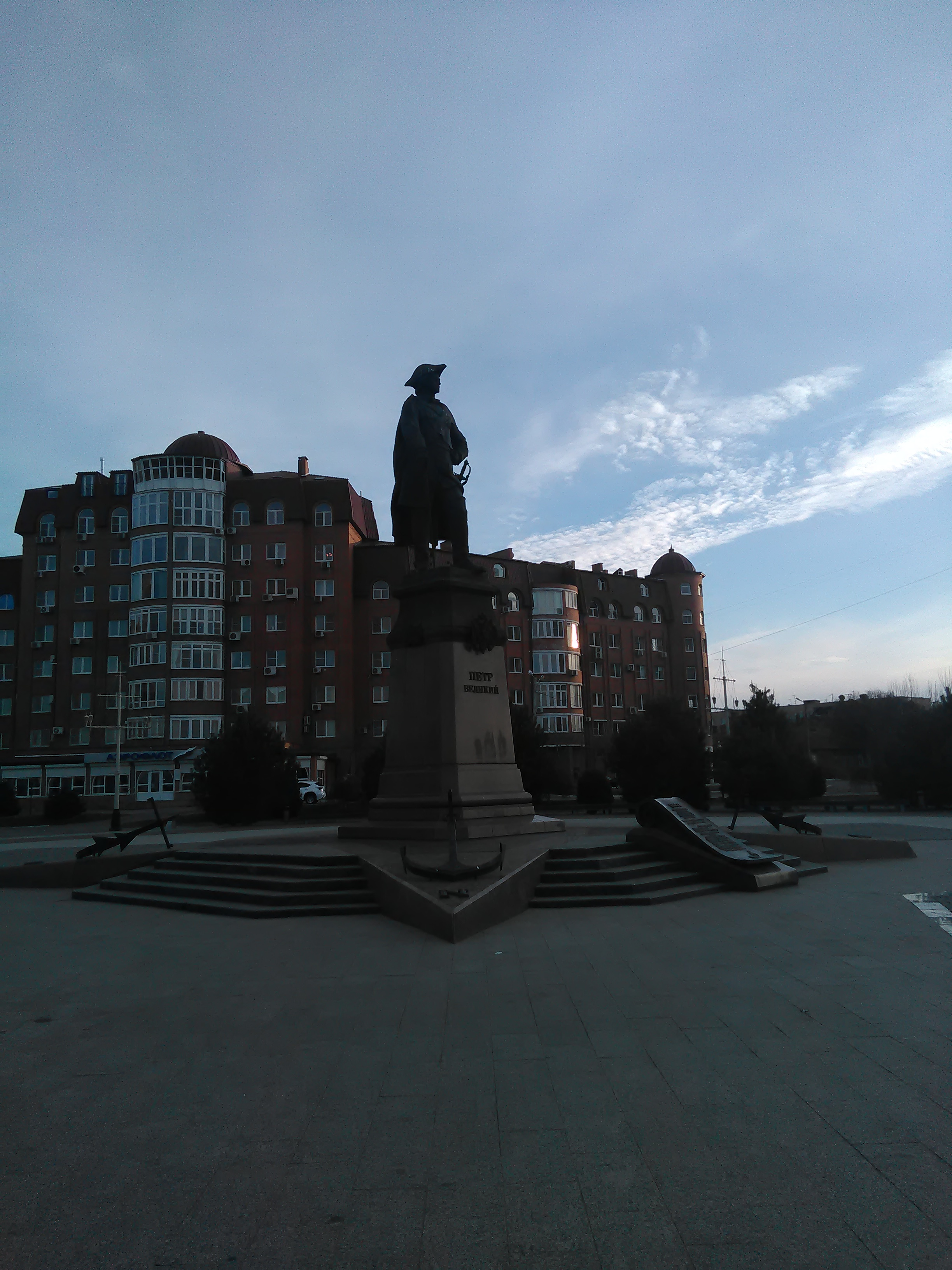
Statua di Pietro I, nel lungofiume di Astrachan'

| Astrachan' (1991-2020) Fonte: | Mesi         | Mesi         | Mesi         | Mesi        | Mesi        | Mesi        | Mesi        | Mesi        | Mesi        | Mesi         | Mesi         | Mesi         | Stagioni | Stagioni | Stagioni | Stagioni | Anno  |
| Astrachan' (1991-2020) Fonte: | Gen          | Feb          | Mar          | Apr         | Mag         | Giu         | Lug         | Ago         | Set         | Ott          | Nov          | Dic          | Inv      | Pri      | Est      | Aut      | Anno  |
| ----------------------------- | ------------ | ------------ | ------------ | ----------- | ----------- | ----------- | ----------- | ----------- | ----------- | ------------ | ------------ | ------------ | -------- | -------- | -------- | -------- | ----- |
| T. max. media (°C)            | −0,1         | 1,5          | 8,8          | 17,6        | 24,7        | 30,1        | 32,6        | 31,4        | 24,6        | 16,8         | 7,3          | 1,3          | 0,9      | 17,0     | 31,4     | 16,2     | 16,4  |
| T. media (°C)                 | −3,6         | −3,0         | 3,2          | 11,3        | 18,5        | 23,8        | 26,1        | 24,6        | 18,0        | 10,9         | 3,1          | −1,8         | −2,8     | 11,0     | 24,8     | 10,7     | 10,9  |
| T. min. media (°C)            | −6,5         | −6,5         | −1,0         | 5,9         | 12,7        | 17,7        | 19,9        | 18,3        | 12,5        | 6,3          | −0,1         | −4,5         | −5,8     | 5,9      | 18,6     | 6,2      | 6,2   |
| T. max. assoluta (°C)         | 14,0 (2007)  | 17,1 (2017)  | 24,0 (1914)  | 32,0 (1950) | 36,8 (1897) | 40,6 (2015) | 41,0 (1991) | 40,8 (2007) | 38,0 (2010) | 29,9 (1999)  | 21,6 (1998)  | 16,4 (1961)  | 17,1     | 36,8     | 41,0     | 38,0     | 41,0  |
| T. min. assoluta (°C)         | −31,8 (1883) | −33,6 (2012) | −26,9 (1954) | −8,9 (1904) | −1,1 (1918) | 5,4 (2018)  | 10,1 (1973) | 6,1 (1962)  | −2,0 (1986) | −10,5 (1976) | −25,8 (1931) | −29,9 (1892) | −33,6    | −26,9    | 5,4      | −25,8    | −33,6 |
| Nuvolosità (okta al giorno)   | 7,6          | 6,7          | 6,6          | 6,5         | 5,6         | 5,4         | 4,4         | 4,0         | 4,6         | 5,6          | 7,4          | 7,8          | 7,4      | 6,2      | 4,6      | 5,9      | 6,0   |
| Precipitazioni (mm)           | 15           | 12           | 17           | 25          | 28          | 25          | 22          | 17          | 16          | 19           | 17           | 18           | 45       | 70       | 64       | 52       | 231   |
| Giorni di pioggia             | 8            | 6            | 7            | 11          | 12          | 11          | 10          | 9           | 9           | 9            | 12           | 10           | 24       | 30       | 30       | 30       | 114   |
| Nevicate (cm)                 | 2            | 2            | 1            | 0           | 0           | 0           | 0           | 0           | 0           | 0            | 0            | 1            | 5        | 1        | 0        | 0        | 6     |
| Giorni di neve                | 14           | 12           | 7            | 0,4         | 0,0         | 0,0         | 0,0         | 0,0         | 0,0         | 0,0          | 6,0          | 12,0         | 38,0     | 7,4      | 0,0      | 6,0      | 51,4  |
| Giorni di nebbia              | 6            | 5            | 3            | 1           | 1           | 0,3         | 0,1         | 1,0         | 2,0         | 5,0          | 6,0          | 8,0          | 19,0     | 5,0      | 1,4      | 13,0     | 38,4  |
| Umidità relativa media (%)    | 84           | 80           | 73           | 63          | 61          | 58          | 58          | 59          | 66          | 74           | 83           | 86           | 83,3     | 65,7     | 58,3     | 74,3     | 70,4  |
| Vento (direzione-m/s)         | E 2,9        | E 3,1        | E 3,2        | E 3,2       | E 2,8       | W 2,6       | W 2,3       | E 2,3       | E 2,5       | E 2,6        | E 2,8        | E 2,8        | 2,9      | 3,1      | 2,4      | 2,6      | 2,8   |

## Trasporto

### Aereo
L'aeroporto di Astrachan'-Narimanovo è la base della compagnia aerea russa Astrakhan airlines. La città di Astrachan' è collegata con i voli di linea delle compagnie aeree russe Aeroflot, Gazpromavia, Kuban Airlines, S7 Airlines, UTair con tutti gli aeroporti principali della capitale russa Mosca: Mosca-Šeremet'evo, Mosca-Domodedovo e Mosca-Vnukovo. Inoltre l'aeroporto di Astrachan' è collegato ogni settimana con voli di linea con la capitale armena Erevan e con la città di Aqtau in Kazakistan.

## Economia
La città di Astrachan' è ricca di mercati (specialmente legati alla vendita del prezioso caviale). Nella parte est della città di Astrachan', vi si trova un grande mercato (sia all'aperto che al chiuso) dove è possibile acquistare svariati prodotti locali e anche degustare tipicità sia russe che caucasiche, quali: il chudu, lo shashlik, le fyddzhyny e il kefir.
Sparsi per la città, soprattutto vicino al Volga, vi si possono trovare tanti pescatori e non che vendono del pesce essiccato.

## Onorificenze

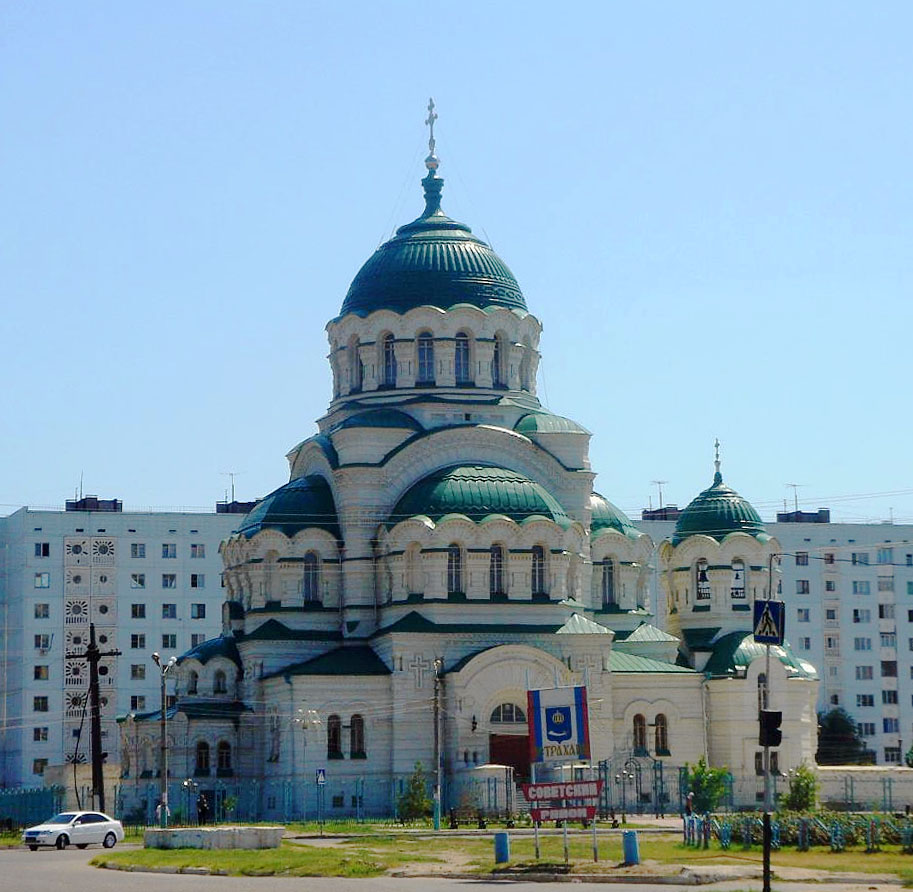
Cattedrale di San Vladimiro